# Big Bad Wolves - I lupi cattivi
Big Bad Wolves - I lupi cattivi (in ebraico: מי מפחד מהזאב הרע, traslitterato Mi mefakhed mehaze'ev hara)  è un film del 2013 scritto e diretto da Aharon Keshales e Navot Papushado.

## Trama
Dror, un insegnante, è sospettato di pedofilia e di essere il responsabile di una serie di omicidi e sevizie ai danni di minorenni. Micki, un poliziotto, è convinto della sua colpevolezza, ma non riesce a dimostrarla e per questo lo interroga brutalmente e lo pedina. Gidi, il padre dell'ultima vittima, idea un piano per sequestrare l'insegnante sospettato di essere l'assassino della figlia. Questi, una volta catturato, viene sottoposto a continue torture fino a un imprevedibile finale.

## Critica
Il regista statunitense Quentin Tarantino lo ha considerato il miglior film girato nel 2013.

## Riconoscimenti
Nel 2014 ha vinto il Saturn Award per la miglior colonna sonora.
Nel 2014 ha vinto l'anello d'oro per il miglior film al Ravenna Nightmare Film Festival